# おべっさん
おべっさんは、京都府与謝郡伊根町で毎年8月20日に行われる祭礼である。海上安全や豊漁を祈願する。伊根祭と共に伊根町の伊根地区で行われる祭礼の一つで、毎年8月19日に宵宮、8月20日に本祭が行われる。

## 祭礼次第

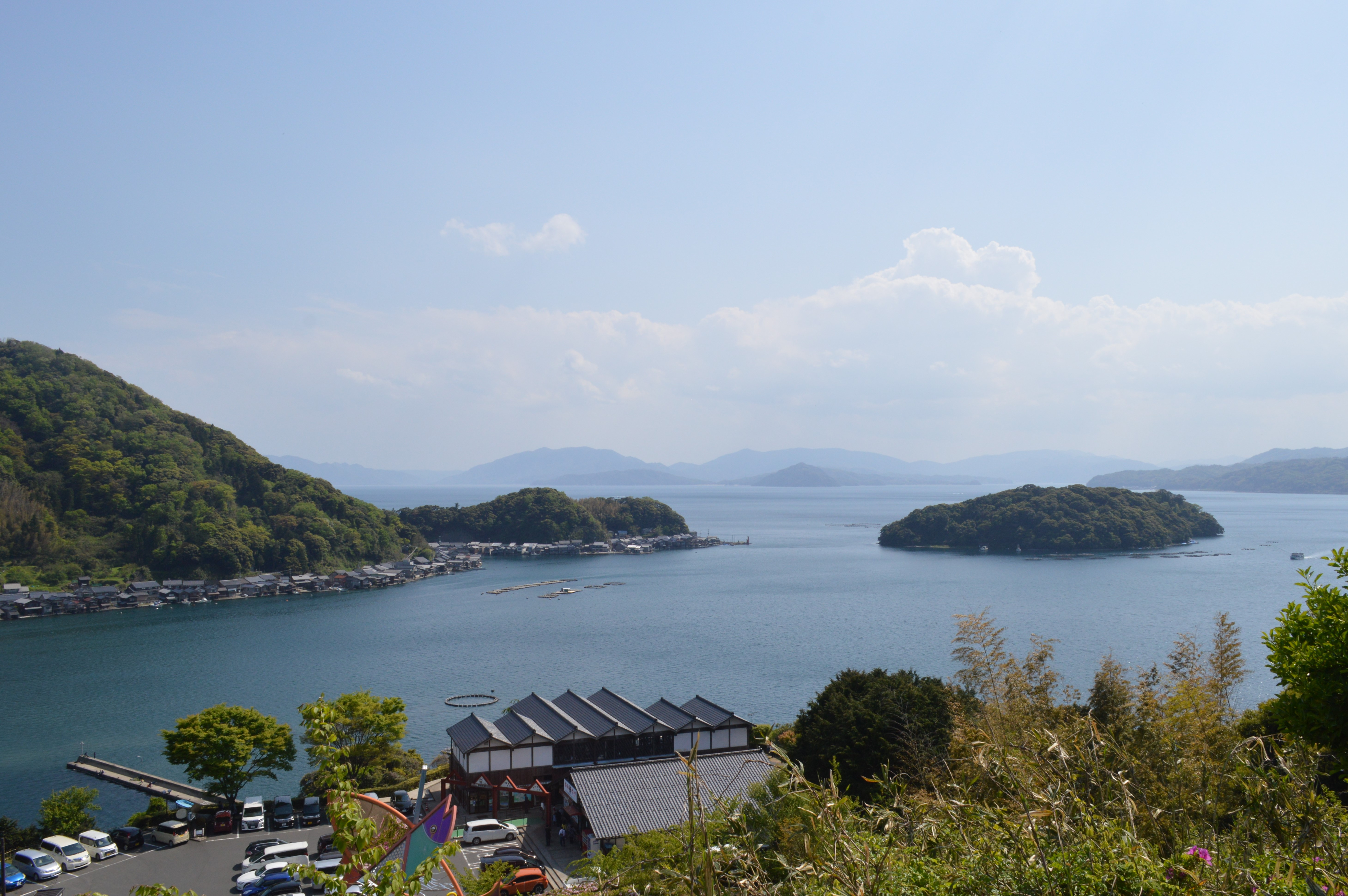
伊根湾と青島

8月19日の宵宮では、亀島4区（亀山、耳鼻、立石、高梨）から伊根湾に向かって祭礼船を出し、笛・太鼓の祇園囃子で青島の蛭子神社に参拝する。
8月20日の本祭では、亀島4区より予め定められたくじ順によって祭礼船に乗り込み、幟を押し立て青島に向かう。青島に上陸すると神社に参拝し、奉納相撲を行う。奉納相撲では、小・中学生の子供相撲に続き、青年の花相撲が行われる。現在は人員不足で衰退の傾向にあるが、戦前は特に盛んであった。帰路には「こばりあい」と呼ばれる祭礼船競争を行う。伊根湾内を青島から大浦へ向けて海上約1kmを櫓を漕いで進む。

## 交通アクセス
公共交通機関
- 京都丹後鉄道宮豊線天橋立駅から丹海バスに乗車して「伊根」バス停下車

自動車
- 京都縦貫自動車道宮津天橋立IC → 国道176号 → 国道178号